# Orden del Mérito Civil (Honduras)
La Orden del Mérito Civil u Orden Dionisio de Herrera al Mérito Civil de la República de Honduras fue creada en 2001 mediante acuerdo n.º 004  para premiar a aquellos ciudadanos excepcionales y sobresalientes que han enorgullecido a la patria y crear lazos de amistad, cooperación y solidaridad internacional.

## Descripción
Esta orden lleva el nombre del primer Jefe Supremo de Estado Dionisio de Herrera y consiste en cinco grados:
- Gran Cruz
- Gran Oficial
- Comandante
- Oficial
- Caballero

## Condecorados
- Alberto Solorzano (2013).[1]